# فرانك دوناتلي
فرانك دوناتلي (بالإنجليزية: Frank Donatelli)‏ هو محامي أمريكي، ولد في 4 يوليو 1949 في بيتسبرغ في الولايات المتحدة.

## وصلات خارجية
- فرانك دوناتلي على موقع إن إن دي بي (الإنجليزية)